# Kim Jin-kyu
Kim Jin-kyu (kor. 김진규) (ur. 16 lutego 1985 w Yeongdeok) –
koreański piłkarz występujący na pozycji obrońcy, reprezentant Korei Południowej i zawodnik klubu FC Seoul, gdzie gra od początku 2008 roku.